# Zwergpalme
Die Zwergpalme (Chamaerops humilis) ist die einzige Pflanzenart der Gattung Chamaerops in der Familie der Palmengewächse (Arecaceae).

## Merkmale

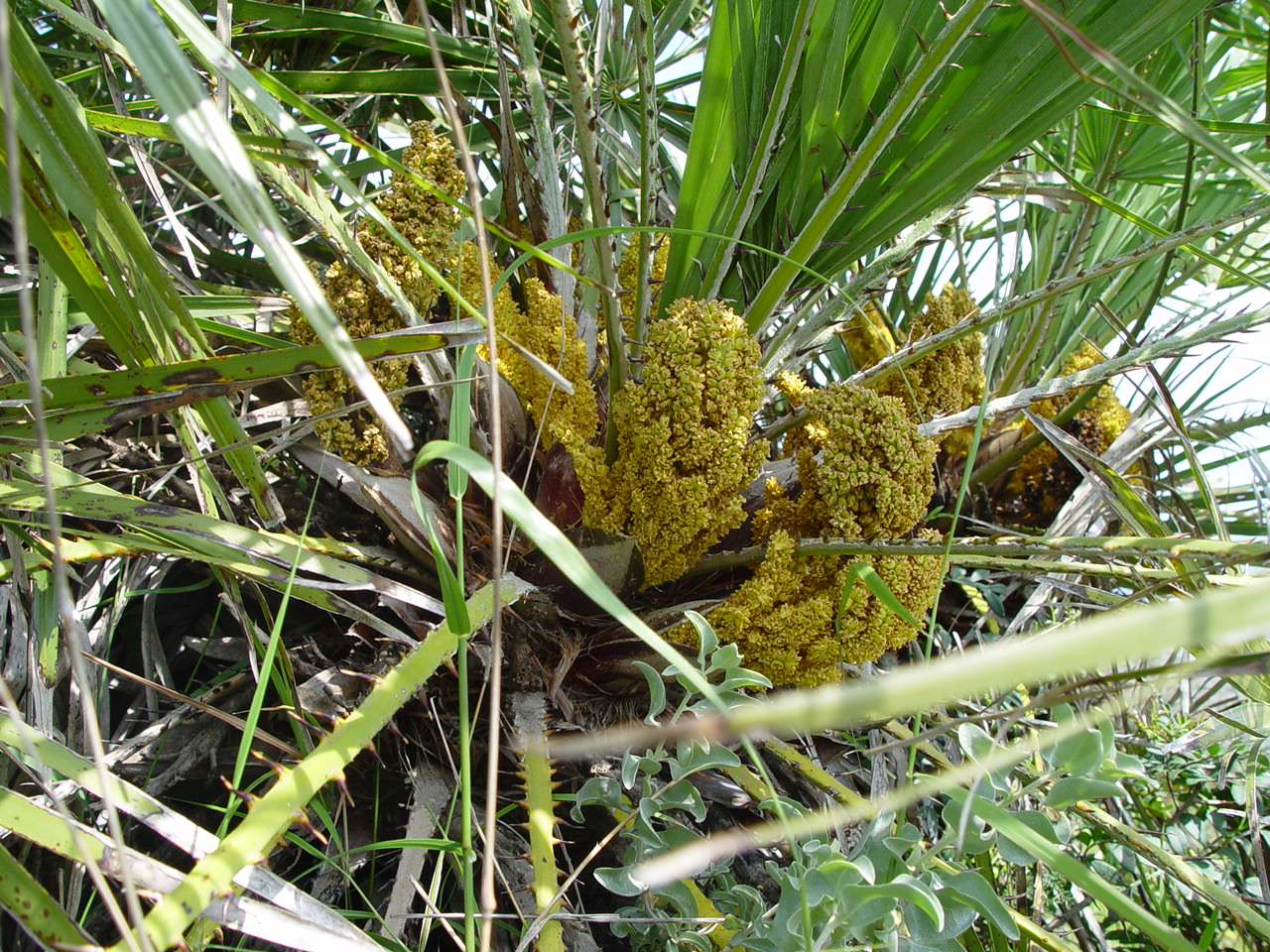
Blütenstände

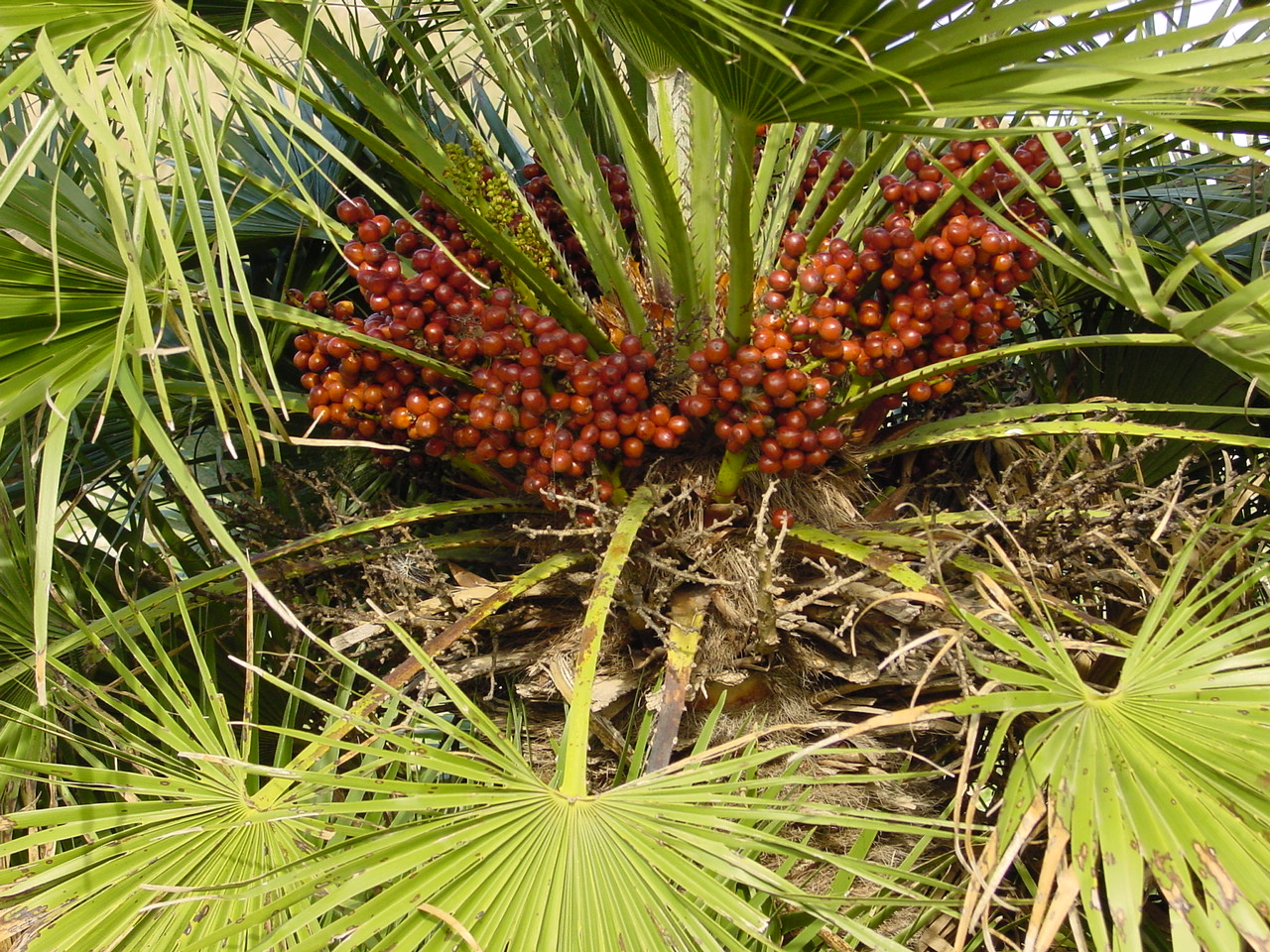
Fruchtstände

Die Zwergpalme ist eine Fächerpalme, die meist mehrstämmig wächst, oft auch buschig. Wie der lateinische Name humilis („niedrig“) schon verrät, erreicht sie selten Wuchshöhen über 4 bis 6 Meter. Die Krone besteht aus 70 bis 80 Zentimeter breiten, halbkreisförmigen, meist steif abstehenden Fächerblättern. Die Blattspreite ist bis zu 2/3 in 10 bis 20 lanzettliche Abschnitte unterteilt, diese sind grün oder grau- bis blaugrün und am oberen Ende zweispitzig. Der Rand des Blattstiels ist dornig gezähnt, der Grund netzfaserig.
Chamaerops humilis ist einhäusig oder zweihäusig, manchmal auch polygam. Die Blüten sind leuchtend gelb gefärbt und in dichten, gedrungenen, rispigen Blütenständen angeordnet. Diese entspringen zwischen den Blattstielen am Stammende. Die Blütenstände umgibt ein Hüllblatt bis zu den unteren Verzweigungen. Männliche Blüten enthalten meist sechs Staubblätter, diese sitzen auf einem fleischigen Becher auf. In einer weiblichen Blüte sind drei dickfleischige Fruchtblätter vorhanden.
Die Blütezeit reicht von April bis Juni.
Die Chromosomenzahl beträgt 2n = 36+0-2s.

## Vorkommen

Verbreitungskarte

Das Verbreitungsgebiet der Zwergpalme umfasst den westlichen und zentralen Mittelmeerraum und reicht nach Osten bis Italien und Libyen.
Es gibt ursprüngliche Vorkommen in Marokko, Algerien, Tunesien, Libyen, Portugal, Spanien, auf den Balearen, in Frankreich, Italien und Sizilien. In Korsika, auf den Azoren und in der Dominikanischen Republik kommt die Art eingeführt vor. Ausgedehnte wilde Bestände gibt es auf Mallorca, u. a. in den Bergen der Serra de Tramuntana und Serres de Llevant. Sie wächst meist in Garrigues und Felsfluren auf sandigen Böden. In Mittel-Spanien bildet sie die „Palmetto-Formation“ mit ihren kurzen, kaum den Boden überragenden Stämmen.

## Taxonomie
Die Zwergpalme wurde 1753 von Carl von Linné in Species Plantarum Band 2, Seite 1187 als Chamaerops humilis erstbeschrieben.

## Nutzung
Die Zwergpalme wird im gesamten Mittelmeerraum als Zierpflanze kultiviert. Ihre Blattknospen werden als Gemüse verzehrt, die Fasern, die den Stamm umhüllen, als „vegetabilisches Roßhaar“ beispielsweise als Polstermaterial oder für die Herstellung von Besen genutzt.